# Irodalmi Nobel-díjasok listája
Az irodalmi Nobel-díjazottak listája 1901-től napjainkig.

## Díjazottak listája
| Év   | Díjazott         | Díjazott                                        | Ország                                                          | Nyelv(ek)        | Indoklás | Műfaj(ok)                                                         |
| ---- | ---------------- | ----------------------------------------------- | --------------------------------------------------------------- | ---------------- | --- | ----------------------------------------------------------------- |
| 1901 |                  | Sully Prudhomme (1839–1907)                     | Franciaország                                                   | francia          | „Jelentős írói érdemeiért, és különösképpen magasrendű idealizmusról, művészi tökélyről tanúskodó, a szív és lángész ritka összhangját megteremtő költészetéért” | költészet, esszé                                                  |
| 1902 |                  | Theodor Mommsen (1817–1903)                     | Német Birodalom                                                 | német            | „A történetírás legnagyobb élő mesterének monumentális Róma-történetének külön elismeréssel adózva” | history, law                                                      |
| 1903 |                  | Bjørnstjerne Bjørnson (1832–1910)               | Norvégia                                                        | norvég           | „Nagyszerű és sokoldalú munkásságáért, melyet az ihlet frissessége és a szellem ritka tisztasága jellemez” | költészet, regény, dráma                                          |
| 1904 |                  | Frédéric Mistral (1830–1914)                    | Franciaország                                                   | provanszál       | „Művei eredetiségének elismeréseként, a dél-francia nép lelkületének hűséges ábrázolásáért, és azért a jelentős munkáért, amelyet mint provanszál filológus folytatott”                                                                                             | költészet, philology                                              |
| 1904 |                  | José Echegaray (1832–1916)                      | Spanyolország                                                   | spanyol          | „Nagyszerű és mélyértelmű munkássága elismeréseképpen, amellyel a spanyol dráma nagy hagyományát eredetiséggel újította föl” | drama                                                             |
| 1905 |                  | Henryk Sienkiewicz (1846–1916)                  | Lengyelország                                                   | lengyel          | „Kimagasló elbeszélő képességéért” | regény                                                            |
| 1906 |                  | Giosuè Carducci (1835–1907)                     | Olaszország                                                     | olasz            | „Átfogó tudásának és kritikai kutatásainak, valamint költői mesterműveinek és lírai tökélyének elismeréseképpen” | költészet                                                         |
| 1907 |                  | Rudyard Kipling (1865–1936)                     | Egyesült Királyság                                              | angol            | „Nagyszerű megfigyelőképességéért, erőt és méltóságot sugárzó alakjaiért” | regény, novella, költészet                                        |
| 1908 |                  | Rudolf Christoph Eucken (1846–1926)             | Német Birodalom                                                 | német            | „Elismerésül elszánt törekvéseiért, amellyel az igazat kutatta, áttörő erejű gondolkodásáért, elképzeléseinek gazdag, széles tartományáért és előadásmódjáért, amellyel számos munkájában határozottan érvelt, és lelkesen finomítgatta idealista életfilozófiáját” | filozófia                                                         |
| 1909 |                  | Selma Lagerlöf (1858–1940)                      | Svédország                                                      | svéd             | „Magasrendű idealizmusa, élénk képzelete és szellemi érzékenysége elismeréséül” | regény, novella                                                   |
| 1910 |                  | Paul von Heyse (1830–1914)                      | Német Birodalom                                                 | német            | „Elismerésül idealizmustól áthatott művészetéért, amely hosszú tevékenysége során lírai, drámai műveiben, regényeiben és világhírű novelláiban nyilvánult meg” | költészet, dráma, regény, novella                                 |
| 1911 |                  | Maurice Maeterlinck (1862–1949)                 | Belgium                                                         | francia          | „Sokoldalú irodalmi tevékenységéért, különösen drámai munkásságáért, melyet gazdag képzelőerő jellemez; költői képzeletéért, mely erősen hat az olvasó érzelmeire”                                                                                                  | drama, költészet, esszé                                           |
| 1912 |                  | Gerhart Hauptmann (1862–1946)                   | Német Birodalom                                                 | német            | „Gazdag, sokoldalú és nagyszerű drámaköltészetéért” | drama, regény                                                     |
| 1913 |                  | Rabindranáth Tagore (1861–1941)                 | India                                                           | bengáli és angol | „Mély érzésű, friss hangú költeményeiért, melyeket saját maga ültetett át angolra, gazdagítván így a Nyugat költészetét” | költészet, regény, dráma, novella, esszé, fordítás                |
| 1914 | nem osztották ki | nem osztották ki                                | nem osztották ki                                                | nem osztották ki | nem osztották ki | nem osztották ki                                                  |
| 1915 |                  | Romain Rolland (1866–1944)                      | Franciaország                                                   | francia          | „A mélységes tisztelet jeleként, írásainak nemes egyszerűségéért és a belőlük áradó, minden emberrel együtt érző igazságszeretetéért” | regény                                                            |
| 1916 |                  | Verner von Heidenstam (1859–1940)               | Svédország                                                      | svéd             | „Annak elismeréséül, hogy a svéd irodalom új korszakának vezető egyéniségévé lett” | költészet, regény                                                 |
| 1917 |                  | Karl Adolph Gjellerup (1857–1919)               | Dánia                                                           | dán és német     | „Változatos és gazdag költészetéért, melyet fennkölt eszmények hevítenek” | költészet                                                         |
| 1917 |                  | Henrik Pontoppidan (1857–1943)                  | Dánia                                                           | dán              | „Dánia életének eleven ábrázolásáért” | regény                                                            |
| 1918 | nem osztották ki | nem osztották ki                                | nem osztották ki                                                | nem osztották ki | nem osztották ki | nem osztották ki                                                  |
| 1919 |                  | Carl Spitteler (1845–1924)                      | Svájc                                                           | német            | „Különösen eposzának, az Olimposzi tavasznak méltatásaként” | költészet                                                         |
| 1920 |                  | Knut Hamsun (1859–1952)                         | Norvégia                                                        | norvég           | „Monumentális művéért, Az anyaföld áldása című regényéért” | regény                                                            |
| 1921 |                  | Anatole France (1844–1924)                      | Franciaország                                                   | francia          | „A francia szellemet kifejező ragyogó életművéért, választékos és erőteljes stílusáért, minden ember iránt tanúsított megértésének, elbűvölő charme-jának elismeréseképpen”                                                                                         | regény, költészet                                                 |
| 1922 |                  | Jacinto Benavente (1866–1954)                   | Spanyolország                                                   | spanyol          | „A spanyol drámairodalom dicső hagyományának továbbfolytatásáért” | drama                                                             |
| 1923 |                  | William Butler Yeats (1865–1939)                | Írország                                                        | angol            | „Magasrendű művészi formában megnyilatkozó költészetéért, amelyet egy egész nép szelleme inspirált” | költészet                                                         |
| 1924 |                  | Władysław Reymont (1867–1925)                   | Lengyelország                                                   | lengyel          | „Nagy nemzeti eposzáért, a Parasztokért”. | regény                                                            |
| 1925 |                  | George Bernard Shaw (1856–1950)                 | Egyesült Királyság · Írország ·                                 | angol            | „Irodalmi munkásságáért, amelyet idealizmus és humanizmus jellemez, valamint sajátos költői szépséggel párosuló erőteljes szatírájáért” | drama, esszé                                                      |
| 1926 |                  | Grazia Deledda (1871–1936)                      | Olaszország                                                     | olasz            | „Idealizmus ihlette írásaiért, amelyek plasztikusan ábrázolják szülőföldjét, és mélységes érdeklődéssel fordulnak az emberi lét általános problémái felé” | költészet, regény                                                 |
| 1927 |                  | Henri Bergson (1859–1941)                       | Franciaország                                                   | francia          | „Gazdag és termékeny eszméiért, és az azokat kifejező kiváló művészi formakészségéért” | filozófia                                                         |
| 1928 |                  | Sigrid Undset (1882–1949)                       | Norvégia · Dánia                                                | norvég           | „mindenekelőtt a középkori északi világ nagy erejű, elmélyült festői ábrázolásáért” | regény                                                            |
| 1929 |                  | Thomas Mann (1875–1955)                         | Németország                                                     | német            | „főleg nagy regényéért, A Buddenbrook-házért, mely a kortárs irodalom klasszikus alkotása” | regény, novella, esszé                                            |
| 1930 |                  | Sinclair Lewis (1885–1951)                      | Amerikai Egyesült Államok                                       | angol            | „erőteljes és eleven, humorban gazdag és a típusalkotásban különösen kiváló ábrázolóművészetéért” | regény, regényla, dráma                                           |
| 1931 |                  | Erik Axel Karlfeldt (1864–1931)                 | Svédország                                                      | svéd             | „Költői életművéért” | költészet                                                         |
| 1932 |                  | John Galsworthy (1867–1933)                     | Egyesült Királyság                                              | angol            | „az ábrázolás nemes előkelőségéért, amely a Forsyte Sagában éri el csúcspontját” | regény                                                            |
| 1933 |                  | Ivan Alekszejevics Bunyin (1870–1953)           | hontalan (születési hely Orosz Birodalom)                       | orosz            | „Azért a magasrendű művésziségéért, amellyel a klasszikus orosz prózaköltészeti hagyományokat továbbfolytatta” | novella, költészet, regény                                        |
| 1934 |                  | Luigi Pirandello (1867–1936)                    | Olaszország                                                     | olasz            | „A drámai és a színpadi művészet bátor és ötletes megújításáért” | drama, regény, novella                                            |
| 1935 | nem osztották ki | nem osztották ki                                | nem osztották ki                                                | nem osztották ki | nem osztották ki | nem osztották ki                                                  |
| 1936 |                  | Eugene O’Neill (1888–1953)                      | Amerikai Egyesült Államok                                       | angol            | „Az élet igazságával és szenvedélyes érzelmekkel teli drámai műveiért, amelyek tragédiafelfogását tükrözik” | drama                                                             |
| 1937 |                  | Roger Martin du Gard (1881–1958)                | Franciaország                                                   | francia          | „A művészi erőért és az igazságszeretetért, amellyel A Thibault család című regényciklusában korunk leglényegesebb problémáit és emberi konfliktusait ábrázolja.”                                                                                                   | regény                                                            |
| 1938 |                  | Pearl Buck (1892–1973)                          | Amerikai Egyesült Államok                                       | angol            | „Azért az értékes hozzájárulásért ( The Good Earth – Az édes Anyaföld című regénye), amely a kínai paraszti élet ábrázolásával gazdagította az epikát, továbbá mesteri életrajzaiért”                                                                               | regény, biography                                                 |
| 1939 |                  | Frans Eemil Sillanpää (1888–1964)               | Finnország                                                      | finn             | „Hazája tájainak, természeti képeinek, parasztságának tömör s egyben aprólékosan finom ábrázolásáért” | regény                                                            |
| 1940 | nem osztották ki | nem osztották ki                                | nem osztották ki                                                | nem osztották ki | nem osztották ki | nem osztották ki                                                  |
| 1941 | nem osztották ki | nem osztották ki                                | nem osztották ki                                                | nem osztották ki | nem osztották ki | nem osztották ki                                                  |
| 1942 | nem osztották ki | nem osztották ki                                | nem osztották ki                                                | nem osztották ki | nem osztották ki | nem osztották ki                                                  |
| 1943 | nem osztották ki | nem osztották ki                                | nem osztották ki                                                | nem osztották ki | nem osztották ki | nem osztották ki                                                  |
| 1944 |                  | Johannes Vilhelm Jensen (1873–1950)             | Dánia                                                           | dán              | „Ritka nagy erejű költői képzeletéért és termékenységéért, mely széles körű szellemi érdeklődésén alapszik, és merész friss stílusáért” | regény, novella                                                   |
| 1945 |                  | Gabriela Mistral (1889–1957)                    | Chile                                                           | spanyol          | „Lírájának magasröptű gondolatiságáért és érzelmi mélységéért, ami a költő nevét az egész latin-amerikai szimbólumává tette” | költészet                                                         |
| 1946 |                  | Hermann Hesse (1877–1962)                       | Németország · Svájc                                             | német            | „Életművéért, amely egyre inkább elmélyült, mind merészebbé és impozánsabbá fejlődött a klasszikus humanista ideálokat ábrázolva, valamint stílusművészetéért” | regény, költészet                                                 |
| 1947 |                  | André Gide (1869–1951)                          | Franciaország                                                   | francia          | „Az élet problémáit és körülményeit állhatatos igazságszeretettel és pszichológiai éleslátással feltáró irodalmi munkásságának nagy művészi jelentőségéért” | regény, esszé, dráma, emlékiratok                                 |
| 1948 |                  | Thomas Stearns Eliot (1888–1965)                | Egyesült Királyság · (születési hely Amerikai Egyesült Államok) | angol            | „A modern költészet úttörőjeként nyújtott figyelemre méltó teljesítményéért” | költészet, esszé, dráma                                           |
| 1949 |                  | William Faulkner (1897–1962)                    | Amerikai Egyesült Államok                                       | angol            | „Erőteljes és művészileg páratlan életművéért, amellyel a modern amerikai regényirodalom kincsesházát gyarapította” | regény, novella                                                   |
| 1950 |                  | Bertrand Russell (1872–1970)                    | Egyesült Királyság                                              | angol            | „Sokoldalú és jelentős munkásságának elismeréséül, amelyekben a humanista ideálokért és a gondolat szabadságáért harcolt” | filozófia, esszé                                                  |
| 1951 |                  | Pär Lagerkvist (1891–1974)                      | Svédország                                                      | svéd             | „Azért a művészi erőért és igazságért, amellyel az emberiség örök kérdéseire keresi a választ” | költészet, regény, novella, dráma                                 |
| 1952 |                  | François Mauriac (1885–1970)                    | Franciaország                                                   | francia          | „Regényeinek mélyreható lélekelemzéséért és a művészi erőért, amellyel az emberi lét drámáját ábrázolja műveiben” | regény, novella                                                   |
| 1953 |                  | Winston Churchill (1874–1965)                   | Egyesült Királyság                                              | angol            | „Mesteri történeti és életrajzi műveiért, és a magasabb rendű emberi értékek védelmében kifejtett szónoki tevékenységéért” | history, esszé, emlékiratok                                       |
| 1954 |                  | Ernest Hemingway (1899–1961)                    | Amerikai Egyesült Államok                                       | angol            | „Erőteljes és a korstílust befolyásoló elbeszélő művészetéért, amelynek csúcspontja az Az öreg halász és a tenger című kisregény” | regény, novella, forgatókönyv                                     |
| 1955 |                  | Halldór Laxness (1902–1998)                     | Izland                                                          | izlandi          | „Salka Valka című regényéért és erőteljes, életteli epikájáért, mellyel megújította Izland elbeszélő művészetét” | regény, novella, dráma, költészet                                 |
| 1956 |                  | Juan Ramón Jiménez (1881–1958)                  | Spanyolország                                                   | spanyol          | „Lírájáért, amely a magas rendű szellemiség és a tiszta művészet példája spanyol nyelven” | költészet, regény                                                 |
| 1957 |                  | Albert Camus (1913–1960)                        | Franciaország · (születési hely Francia Algéria)                | francia          | „Jelentős irodalmi tevékenységéért, amely mélyreható komolysággal világítja meg az emberi lelkiismeret problémáit korunkban” | regény, novella, dráma, filozófia, esszé                          |
| 1958 |                  | Borisz Paszternak (1890–1960)                   | Szovjetunió                                                     | orosz            | „Mert mind a kortársi lírának, mind a nagy orosz elbeszélő hagyományoknak jelentős egyénisége” | regény, költészet, fordítás                                       |
| 1959 |                  | Salvatore Quasimodo (1901–1968)                 | Olaszország                                                     | olasz            | „Lírájáért, amely klasszikus tisztasággal és tragikus életérzéssel fejezi ki korunkat” | költészet                                                         |
| 1960 |                  | Saint-John Perse (1887–1975)                    | Franciaország · (születési hely Guadeloupe)                     | francia          | „Költészetének magasan szárnyaló szellemiségéért és alkotó fantáziájáért, amellyel korunkat látnoki módon megrajzolja” | költészet                                                         |
| 1961 |                  | Ivo Andrić (1892–1975)                          | Jugoszlávia · (születési hely Osztrák–Magyar Monarchia)         | szerbhorvát      | „Nagy epikai ábrázoló erejéért, amellyel hazája világát és népe sorsát bemutatja” | regény, novella                                                   |
| 1962 |                  | John Steinbeck (1902–1968)                      | Amerikai Egyesült Államok                                       | angol            | „Realista és ugyanakkor képzeletgazdag elbeszélő művészetéért, amelyet megértő humor és társadalmi éleslátás jellemez” | regény, novella, forgatókönyv                                     |
| 1963 |                  | Jórgosz Szeférisz (1900–1971)                   | Görögország · (születési hely Oszmán Birodalom)                 | görög            | „Kimagasló értékű lírájáért, melyet a hellén kultúra iránti mélységes szeretet ösztönöz” | költészet, esszé, emlékiratok                                     |
| 1964 |                  | Jean-Paul Sartre (1905–1980)                    | Franciaország                                                   | francia          | „Gondolatgazdag írásaiért, amelyek szabadságeszméjükkel és igazságkeresésükkel széleskörűen hatottak korunkban” | filozófia, regény, dráma, esszé, novella, forgatókönyv            |
| 1965 |                  | Mihail Alekszandrovics Solohov (1905–1984)      | Szovjetunió                                                     | orosz            | „Azért az erőért és művészi lekiismeretességért, amellyel a szerző a Don-vidékről szóló eposzában az orosz nép életének egyik történelmi fázisát leírta” | regény                                                            |
| 1966 |                  | Sámuel Joszef Ágnon (1888–1970)                 | Izrael · (születési hely Osztrák–Magyar Monarchia)              | héber            | „Mélyreható, markáns elbeszélő művészetéért, melyet a zsidó nép életéből vett motívumok hatnak át” | regény, novella                                                   |
| 1966 |                  | Nelly Sachs (1891–1970)                         | Németország · Svédország ·                                      | német            | „Kiemelkedő lírai és drámai műveiért, amelyek Izrael sorsát megragadó erővel ábrázolják” | költészet, dráma                                                  |
| 1967 |                  | Miguel Ángel Asturias (1899–1974)               | Guatemala                                                       | spanyol          | „Az indián hagyományokra és nemzeti sajátosságokra épült, magas színvonalú műveiért” | regény, költészet                                                 |
| 1968 |                  | Kavabata Jaszunari (1899–1972)                  | Japán                                                           | japán            | „Nemes elbeszélő művészetéért, mely gyengéd érzékenységgel fejezi ki a sajátos japán szellemet” | regény, novella                                                   |
| 1969 |                  | Samuel Beckett (1906–1989)                      | Írország                                                        | francia és angol | „Művéért, mely a regény- és drámairodalomban új formákat honosított meg, s az emberi nyomorúság ábrázolásán keresztül az ember felemelkedését kívánja szolgálni” | regény, dráma, költészet                                          |
| 1970 |                  | Alekszandr Iszajevics Szolzsenyicin (1918–2008) | Szovjetunió                                                     | orosz            | „Azért az erkölcsi erőért, amellyel folytatja az orosz irodalom nélkülözhetetlen hagyományait” | regény, esszé, novella                                            |
| 1971 |                  | Pablo Neruda (1904–1973)                        | Chile                                                           | spanyol          | „A latin-amerikai költészetben betöltött kiemelkedő szerepéért” | költészet                                                         |
| 1972 |                  | Heinrich Böll (1917–1985)                       | Németország                                                     | német            | „Korát széles perspektívában ábrázoló, nagy, jellemző erejű írásaiért, melyekkel a német irodalom megújításához járult hozzá” | regény, novella                                                   |
| 1973 |                  | Patrick White (1912–1990)                       | Ausztrália · (születési hely Egyesült Királyság)                | angol            | „Epikus és pszichologikus elbeszélő művészetéért, mely az irodalom új tartományaihoz vezet” | regény, novella, dráma                                            |
| 1974 |                  | Eyvind Johnson (1900–1976)                      | Svédország                                                      | svéd             | „Elbeszélőművészetéért, mely messze tekint időben és térben a szabadság szolgálatáért” | regény                                                            |
| 1974 |                  | Harry Martinson (1904–1978)                     | Svédország                                                      | svéd             | „Írásaiért, melyek megörökítik a harmatcseppet, és reflektálnak a kozmoszra” | költészet, regény, dráma                                          |
| 1975 |                  | Eugenio Montale (1896–1981)                     | Olaszország                                                     | olasz            | „Nagy művészi érzékenységű, megkülönböztető költészetéért, mely az emberi értékeket ábrázolja, illúzió nélküli szemmel tekintve az életre” | költészet                                                         |
| 1976 |                  | Saul Bellow (1915–2005)                         | Amerikai Egyesült Államok · (születési hely Kanada)             | angol            | „Humánus megértőkészségéért és a kortárs kultúra szubtilis analíziséért munkáiban” | regény, novella                                                   |
| 1977 |                  | Vicente Aleixandre (1898–1984)                  | Spanyolország                                                   | spanyol          | „Kreatív költői írásáért, mely rávilágít az ember helyzetére a kozmoszban és napjaink társadalmában, ugyanakkor azért, mert a spanyol költészeti tradíciók két világháború közti nagy megújulását reprezentálja”                                                    | költészet                                                         |
| 1978 |                  | Isaac Bashevis Singer (1902–1991)               | Amerikai Egyesült Államok · Lengyelország                       | jiddis           | „Szenvedélyes elbeszélőművészetéért, mely a lengyel-zsidó kulturális tradíciókan gyökerezik, és univerzális emberi feltételeket hív életre” | regény, novella, emlékiratok                                      |
| 1979 |                  | Odiszéasz Elítisz (1911–1996)                   | Görögország                                                     | görög            | „Költészetéért, mely a görög tradíciós háttérrel ellentétben érzékierővel és intellektuális éleslátással ábrázolja az ember küzdelmét a szabadságért és a kreativitásért”                                                                                           | költészet, esszé                                                  |
| 1980 |                  | Czesław Miłosz (1911–2004)                      | · Lengyelország · (születési hely Orosz Birodalom)              | lengyel          | „Aki megalkuvás nélküli tisztánlátással ad hangot egy súlyos konfliktusokkal terhelt világnak kitett ember számára” | költészet, regény, esszé                                          |
| 1981 |                  | Elias Canetti (1905–1994)                       | Egyesült Királyság · Bulgária                                   | német            | „Széles látókörű, gondolatgazdag és nagy művészi erejű írásaiért” | regény, dráma, memoirs, esszé                                     |
| 1982 |                  | Gabriel García Márquez (1927–2014)              | Kolumbia                                                        | spanyol          | „Regényeiért és novelláiért, melyekben a fantasztikus és a realista ötvöződik a képzelet egy gazdagon megszerkesztett világában, ily módon reflektálva egy kontinens életére és konfliktusaira”                                                                     | regény, novella, forgatókönyv                                     |
| 1983 |                  | William Golding (1911–1993)                     | Egyesült Királyság                                              | angol            | „Regényeiért, melyek a realisztikus elbeszélőművészet szabatosságával és a misztikum diverzitásával és univerzalitásával megvilágítják az emberiség helyzetét a mai világban”                                                                                       | regény, költészet, dráma                                          |
| 1984 |                  | Jaroslav Seifert (1901–1986)                    | Csehszlovákia · (születési hely Osztrák–Magyar Monarchia)       | cseh             | „Frissességgel, érzékenységgel és nagy leleményességgel ellátott költészetéért, mely felszabadító képet ad egy rettenthetetlen lélekről és az ember sokféleségéről”                                                                                                 | költészet                                                         |
| 1985 |                  | Claude Simon (1913–2005)                        | Franciaország · (születési hely Francia Madagaszkár)            | francia          | „Aki regényében a költő és a festő kreativitását az idő mélyebb tudatosságával ötvözi az emberi körülmények megörökítésének érdekében” | regény, esszé                                                     |
| 1986 |                  | Wole Soyinka (b. 1934)                          | Nigéria                                                         | angol            | „Aki széles kulturális perspektívában és költői felhangokkal formálja meg a lét drámáját” | drama, regény, költészet, forgatókönyv                            |
| 1987 |                  | Joszif Brodszkij (1940–1996)                    | Amerikai Egyesült Államok · Szovjetunió                         | orosz és angol   | „Mindent átölelő munkásságáért, amelyet a gondolat világossága és költői intenzitás tölt el” | költészet, esszé                                                  |
| 1988 |                  | Nagíb Mahfúz (1911–2006)                        | Egyiptom                                                        | Arab             | „Aki árnyalatokban gazdag műveivel – amelyek hol éleslátóan realisták, hol felidéző módon kétértelműek – olyan arab elbeszélő művészetet alakított ki, amely az egész emberiségre vonatkozik”                                                                       | regény, novella                                                   |
| 1989 |                  | Camilo José Cela (1916–2002)                    | Spanyolország                                                   | spanyol          | „Teljes életművéért, művészetének gazdag és intenzív kifejezésmódjáért, amely részvéttel ábrázolja az emberi nyomorúságot” | regény, novella, esszé, költészet                                 |
| 1990 |                  | Octavio Paz (1914–1998)                         | Mexikó                                                          | spanyol          | „Művészete különböző kultúrák – az ősi indián, a spanyol és a modern nyugati kultúra – termékeny szintézise. (A díjjal Paz lapkiadói munkásságát is méltányolta az akadémia.)”                                                                                      | költészet, esszé                                                  |
| 1991 |                  | Nadine Gordimer (1923–2014)                     | Dél-afrikai Köztársaság                                         | angol            | „Teljes életművéért, több mint három évtizedes írói munkásságért, briliáns stílusú elbeszéléseiért, melyeknek központi témája a faji kérdés a dél-afrikai társadalomban”                                                                                            | regény, novella, esszé, dráma                                     |
| 1992 |                  | Derek Walcott (1930–2017)                       | Saint Lucia                                                     | angol            | „Költészete szerencsésen ötvözi az európai, valamint a karibi költészetet, mindezt afrikai lírikus elemekkel elegyíti és gazdag költői képekkel tarkított ékes angol nyelven fogalmaz”                                                                              | költészet, dráma                                                  |
| 1993 |                  | Toni Morrison (1931–2019)                       | Amerikai Egyesült Államok                                       | angol            | „Regényeiben a gazdag képzelőerő és költői megjelenítés az amerikai valóság egyik lényegi vonatkozását kelti életre” | regény, esszé                                                     |
| 1994 |                  | Óe Kenzaburó (1935–2023)                        | Japán                                                           | japán            | „A jelenkori emberábrázolásban sajátos képzeletvilágot teremtő, mítoszt és valóságot elegyítő költői kifejezőerőért” | regény, novella, esszé                                            |
| 1995 |                  | Seamus Heaney (1939–2013)                       | Írország                                                        | angol            | „A mindennapok csodáit és a velünk élő múltat felmagasztaló lírai szépségéért és erkölcsi mélységéért” | költészet, dráma, fordítás, esszé                                 |
| 1996 |                  | Wisława Szymborska (1923–2012)                  | Lengyelország                                                   | lengyel          | „Költészete ironikus pontossággal engedi az emberi élet momentumaiban megmutatkozni a történelmi és biológiai összefüggéseket” | költészet, esszé, fordítás                                        |
| 1997 |                  | Dario Fo (1926–2016)                            | Olaszország                                                     | olasz            | „Az egyszerre szórakoztató, lebilincselő és távlatokat nyújtó szövegek alkotásában mutatkozó erőssége elismeréseként” | drama, song lyrics                                                |
| 1998 |                  | José Saramago (1922–2010)                       | Portugália                                                      | portugál         | „Képzeletből, együttérzésből táplálkozó és iróniával átszőtt példázatai újra meg újra kézzelfoghatóvá tesznek számunkra egy illuzórikus, tovatűnő valóságot” | regény, dráma, költészet                                          |
| 1999 |                  | Günter Grass (1927–2015)                        | Németország · (születési hely Gdansk)                           | német            | „Fanyar, groteszk történeteivel a történelem elfeledett oldalát mutatja be” | regény, dráma, költészet, esszé                                   |
| 2000 |                  | Kao Hszing-csien (b. 1940)                      | Franciaország · Kína                                            | kínai            | „Munkássága egyetemes érvényének, keserű belátásának és nyelvi leleményességének köszönhetően új utat nyitott a kínai regény- és drámaírásban” | regény, dráma, esszé                                              |
| 2001 |                  | Vidiadhar Surajprasad Naipaul (1932–2018)       | Egyesült Királyság · Trinidad és Tobago                         | angol            | „A lényeglátó elbeszélésmódot megvesztegethetetlen, tüzetes vizsgálódással egyesítő, utánozhatatlan hangvételű műveiért” | regény, esszé                                                     |
| 2002 |                  | Kertész Imre (1929–2016)                        | Magyarország                                                    | magyar           | „Egy írói munkásságért, amely az egyén sérülékeny tapasztalatának szószólója a történelem barbár önkényével szemben” | regény                                                            |
| 2003 |                  | John Maxwell Coetzee (b. 1940)                  | Dél-afrikai Köztársaság                                         | angol            | „Számtalan alakban festette meg a kívülálló meghökkentő részvételét egy közösség életében” | regény, esszé, fordítás                                           |
| 2004 |                  | Elfriede Jelinek (b. 1946)                      | Ausztria                                                        | német            | „Zenés, többszólamú hangvételéért, kiemelkedő nyelvezeti stílusáért valamint könnyedségéért, mellyel nyilvánvalóvá teszi korunk társadalmának közhelyeit és azok lehengerlő erejét”                                                                                 | regény, dráma                                                     |
| 2005 |                  | Harold Pinter (1930–2008)                       | Egyesült Királyság                                              | angol            | „Színdarabjaiban feltárja a hétköznapok fecsegése alatt tátongó mélységeket, és behatol az elnyomás zárt térségeibe” | drama, forgatókönyv, költészet                                    |
| 2006 |                  | Orhan Pamuk (b. 1952)                           | Törökország                                                     | török            | „Szülővárosa melankólikus lelkületének kutatása során a kultúrák összecsapásának és egymásba fonódásának új szimbólumaira lelt” | regény, forgatókönyv, önéletrajz, esszé                           |
| 2007 |                  | Doris Lessing (1919–2013)                       | Egyesült Királyság · (születési hely Irán)                      | angol            | „A női tapasztalat epikusa, aki tűzzel, látnoki erővel és egészséges kétellyel vette górcső alá a megosztott társadalmi rendszereket” | regény, novella, emlékiratok/ önéletrajz, dráma, költészet, esszé |
| 2008 |                  | Jean-Marie Gustave Le Clézio (b. 1940)          | Franciaország · Mauritius                                       | francia          | „Új kiindulási pontok, költői kalandok, érzéki extázis szerzőjének, az uralkodó civilizáció feletti és alatti emberség kutatójának” | regény, novella, esszé, fordítás                                  |
| 2009 |                  | Herta Müller (b. 1953)                          | Németország · Románia                                           | német            | „A költészet tömörségével és a próza tárgyilagosságával rajzolta meg az otthontalanság tájképét” | regény, novella, költészet, esszé                                 |
| 2010 |                  | Mario Vargas Llosa (1936–2025)                  | Peru · Spanyolország                                            | spanyol          | „A hatalmi berendezkedések feltérképezéséért és az egyén ellenállását, lázadását, alulmaradását bemutató erőteljes ábrázolásmódért” | regény, novella, esszé, dráma, emlékiratok                        |
| 2011 |                  | Tomas Tranströmer (1931–2015)                   | Svédország                                                      | svéd             | „Tömör, letisztult költői képeiért, amelyek új fényben mutatják meg a valóságot” | költészet, fordítás                                               |
| 2012 |                  | Mo Jen (b. 1955)                                | Kína                                                            | kínai            | „Hallucinatív realizmussal elegyíti a népmesét, a történelmet és a mai valóságot” | regény, novella                                                   |
| 2013 |                  | Alice Munro (1931–2024)                         | Kanada                                                          | angol            | „A kortárs novella mestere” | novella                                                           |
| 2014 |                  | Patrick Modiano (b. 1945)                       | Franciaország                                                   | francia          | „Emlékezőtehetségéért, amellyel ésszel fel nem fogható emberi sorsokat idéz meg, és a német megszállás igazi arcát mutatja be” | regény, forgatókönyv                                              |
| 2015 |                  | Szvetlana Alekszijevics (b. 1948)               | Fehéroroszország · (születési hely Szovjetunió)                 | orosz            | „Többszólamú írásaiért, amelyekben a jelenkor szenvedéseinek és a bátorságnak állított emlékművet” | history, esszé                                                    |
| 2016 |                  | Bob Dylan (b. 1941)                             | Amerikai Egyesült Államok                                       | angol            | „Új költői kifejezésmódokkal gazdagította az amerikai dalkincset” | költészet, song lyrics                                            |
| 2017 |                  | Kazuo Ishiguro (b. 1954)                        | Egyesült Királyság (születési hely Japán)                       | angol            | „Nagy érzelmi erejű regényeiben feltárta az ember világgal való illuzórikus kapcsolatának mélységeit” | regény, forgatókönyv, novella                                     |
| 2018 |                  | Olga Tokarczuk (b. 1962)                        | Lengyelország                                                   | lengyel          | "mindent felölelő szenvedéllyel ábrázolja a határok átlépését mint életformát” | regény, novella, költészet, esszé, forgatókönyv                   |
| 2019 |                  | Peter Handke (b. 1942)                          | Ausztria                                                        | német            | "nyelvi leleményességgel tárta fel az emberi lét perifériáját és sajátosságát" | regény, novella, dráma, esszé, fordítás, forgatókönyv             |
| 2020 |                  | Louise Glück (1943–2023)                        | Amerikai Egyesült Államok                                       | angol            | „összetéveszthetetlen költői hangjáért, amely zord szépségével egyetemessé teszi az egyéni létezést” | költészet, esszé                                                  |
| 2021 |                  | Abdulrazak Gurnah (b. 1948)                     | Tanzánia · Egyesült Királyság · (születési hely Zanzibár)       | angol            | „a gyarmatosítás hatásainak és a menekültek sorsának megalkuvás nélküli és együttérző bemutatásáért” | regény, novella, esszé                                            |
| 2022 |                  | Annie Ernaux (b. 1940)                          | Franciaország                                                   | francia          | „a bátorságért és klinikai élességért, ahogyan meg tudja mutatni a személyes emlékezés gyökereit, furcsaságait, és kollektív korlátait” | emlékiratok, regény                                               |
| 2023 |                  | Jon Fosse (b. 1959)                             | Norvégia                                                        | norvég           | „innovatív színdarabjaiért és prózájáért” | drama, regény, költészet, esszé                                   |
| 2024 |                  | Han Gang (b. 1970)                              | Dél-Korea                                                       | koreai           | „a történelmi traumákkal szembenéző, az emberi élet törékenységét feltáró intenzív költői prózájáért” | regény, költészet                                                 |

## Statisztikák

### A díjazottak nyelv szerinti megoszlása 2024-ben[119]
| Nyelv       | Díjak | %     |
| ----------- | ----- | ----- |
| angol       | 30    | 24,79 |
| francia     | 15    | 12,40 |
| német       | 14    | 11,57 |
| spanyol     | 11    | 9,09  |
| svéd        | 7     | 5,79  |
| lengyel     | 6     | 4,96  |
| olasz       | 6     | 4,96  |
| orosz       | 6     | 4,96  |
| norvég      | 4     | 3,31  |
| dán         | 3     | 2,48  |
| görög       | 2     | 1,65  |
| japán       | 2     | 1,65  |
| kínai       | 2     | 1,65  |
| arab        | 1     | 0,83  |
| bengáli     | 1     | 0,83  |
| cseh        | 1     | 0,83  |
| finn        | 1     | 0,83  |
| héber       | 1     | 0,83  |
| izlandi     | 1     | 0,83  |
| jiddis      | 1     | 0,83  |
| magyar      | 1     | 0,83  |
| okcitán     | 1     | 0,83  |
| portugál    | 1     | 0,83  |
| szerbhorvát | 1     | 0,83  |
| török       | 1     | 0,83  |
| dél-koreai  | 1     | 0,83  |

R. Tagore a bengáli, S. Beckett a francia és J. Brodszkij az orosz nyelvnél van feltüntetve.

### A díjazottak ország szerinti megoszlása 2024-ben
| Ország                    | Díjak |
| ------------------------- | ----- |
| Franciaország             | 18    |
| Amerikai Egyesült Államok | 13    |
| Egyesült Királyság        | 11    |
| Németország               | 9     |
| Svédország                | 8     |
| Lengyelország             | 6     |
| Olaszország               | 6     |
| Spanyolország             | 6     |
| Írország                  | 4     |
| Norvégia                  | 4     |
| Oroszország/Szovjetunió   | 4     |
| Dánia                     | 3     |
| Ausztria                  | 2     |
| Chile                     | 2     |
| Dél-afrikai Köztársaság   | 2     |
| Dél-Korea                 | 2     |
| Görögország               | 2     |
| Japán                     | 2     |
| Kína                      | 2     |
| Svájc                     | 2     |
| Ausztrália                | 1     |
| Belgium                   | 1     |
| Bulgária                  | 1     |
| Csehszlovákia             | 1     |
| Egyiptom                  | 1     |
| Fehéroroszország          | 1     |
| Finnország                | 1     |
| Guatemala                 | 1     |
| India                     | 1     |
| Izland                    | 1     |
| Izrael                    | 1     |
| Jugoszlávia               | 1     |
| Kanada                    | 1     |
| Kolumbia                  | 1     |
| Magyarország              | 1     |
| Mauritius                 | 1     |
| Mexikó                    | 1     |
| Nigéria                   | 1     |
| Peru                      | 1     |
| Portugália                | 1     |
| Saint Lucia               | 1     |
| Tanzánia                  | 1     |
| Törökország               | 1     |

Ivan Alekszejevics Bunyint (1933) hontalannak számították.

### A díjazottak kontinens szerinti megoszlása 2024-ben
| Kontinens     | Díjak | %     |
| ------------- | ----- | ----- |
| Európa        | 93    | 73,23 |
| Észak-Amerika | 18    | 14,17 |
| Ázsia         | 6     | 4,72  |
| Afrika        | 5     | 3,94  |
| Dél-Amerika   | 4     | 3,15  |
| Óceánia       | 1     | 0,79  |

Azoknak a díjazottaknak, akik több országhoz tartoznak, minden helyen felszámoltuk a pontot. Például T. S. Eliot amerikainak és európainak is számít.